# Cefazaflur
Cefazaflur (INN) là một loại kháng sinh cephalosporin thế hệ đầu tiên.

## Tổng hợp
Cefazaflur nổi bật trong nhóm các chất tương tự này vì nó thiếu chuỗi bên C-7 arylamide (xem cephacetrile để biết ví dụ khác). 

Tổng hợp Cefazaflur:

Cefazaflur được tổng hợp bằng phản ứng của 3- (1-methyl-1 H -tetrazol-5-ylthiomethylene) -7-amino-cephem-4-carboxylic acid (1) với trifluoromethylthioacetyl chloride (2).